# Mitja Brodar
Mitja Brodar (* 13. Januar 1921 in Ljubljana; † 16. Februar 2012 in Ljubljana) war ein slowenischer Prähistoriker, dessen Schwerpunkt die Altsteinzeit war. 

## Leben

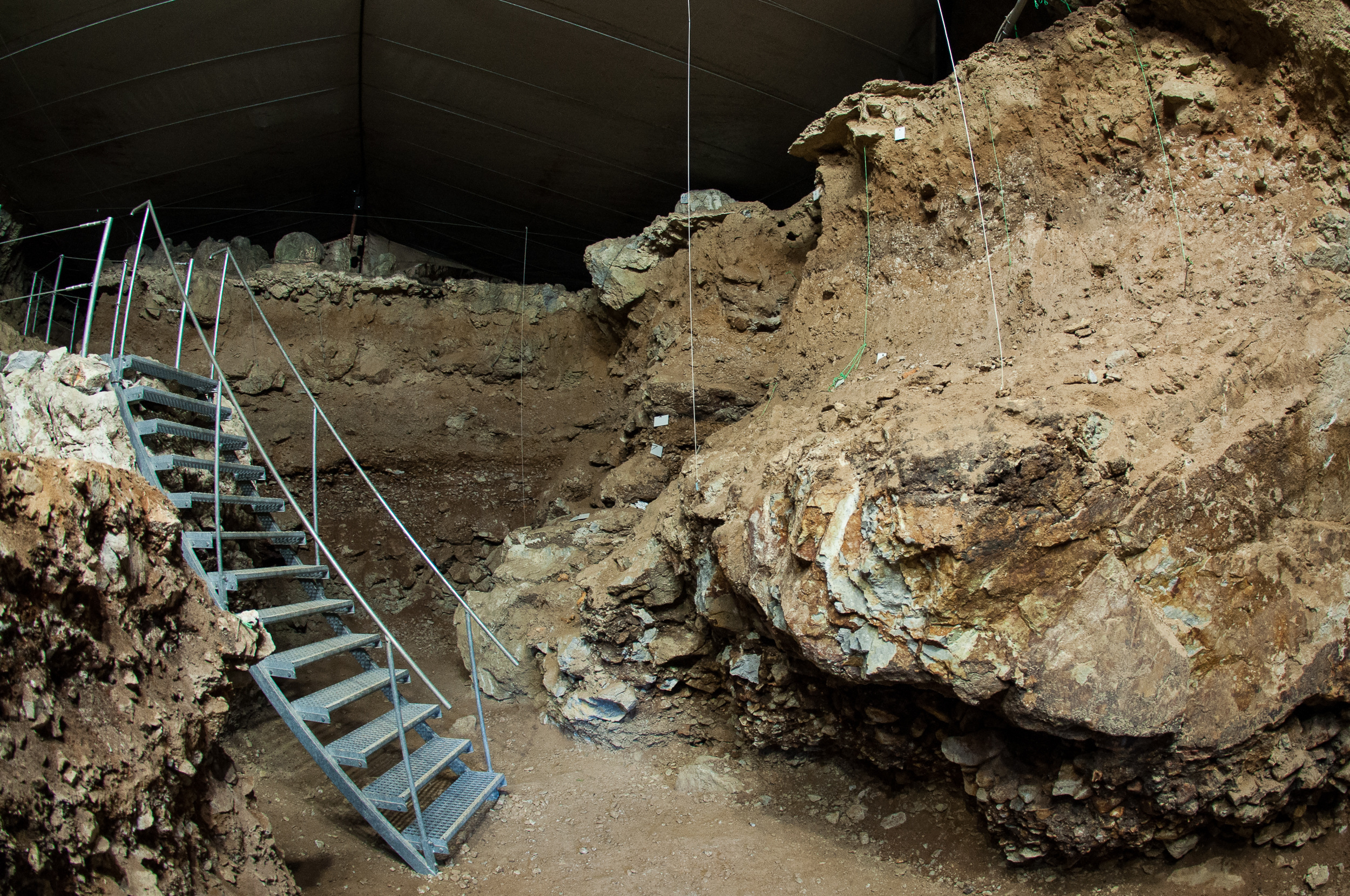
Blick in die Höhle Divje Babe

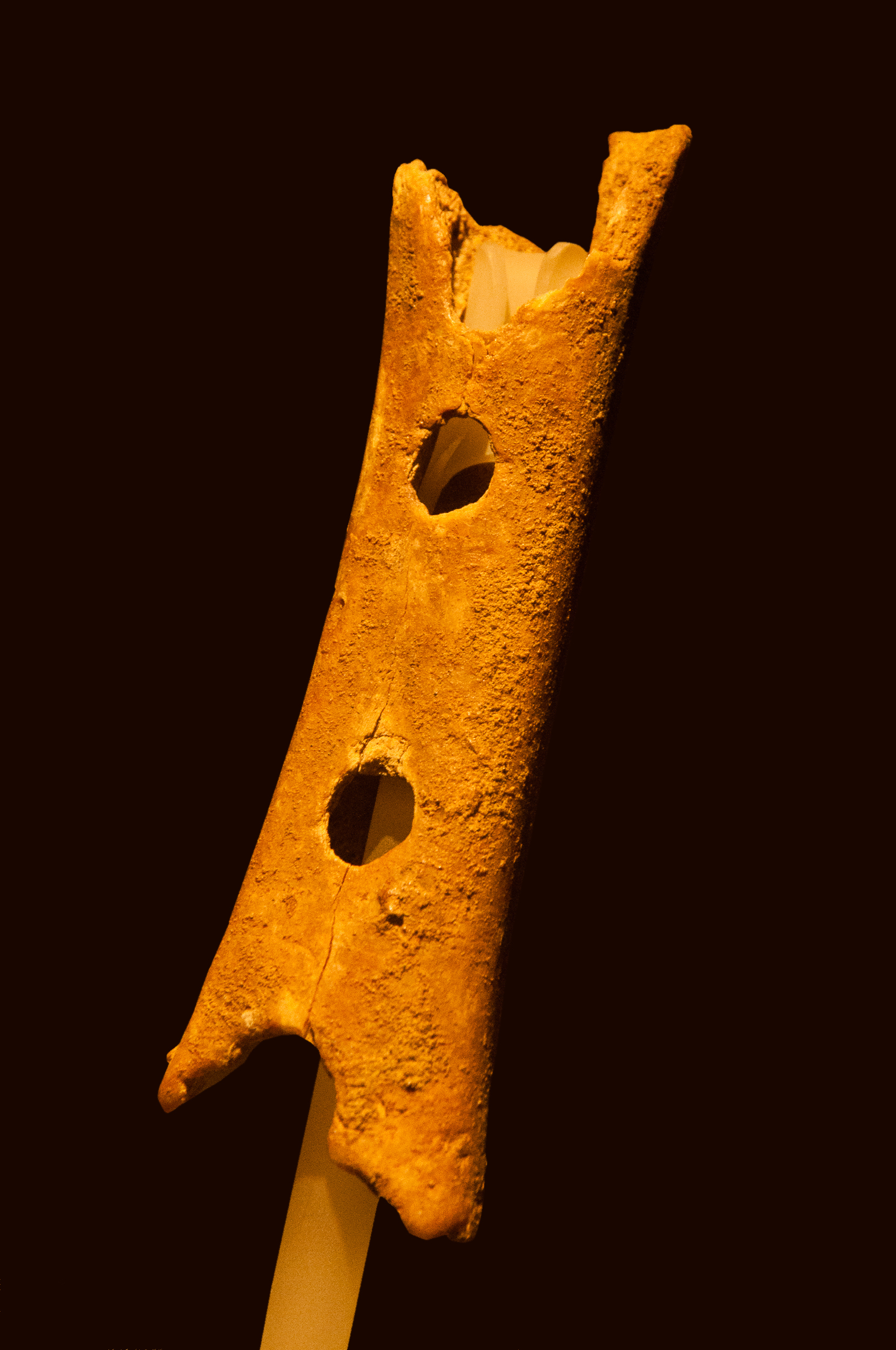
Fund aus der Höhle Divje babe I

Mitja Brodar wurde als Sohn von Srečko Brodar, der als Pionier der paläolithischen Forschung in Slowenien gilt, geboren. Während der italienischen Besetzung Sloweniens im Zweiten Weltkrieg wurde Mitja Brodar in das Konzentrationslager auf der Insel Rab verbracht, das dort 1942 eingerichtet worden war. Dort kam er beinahe zu Tode, konnte jedoch fliehen. 
Nach dem Krieg studierte Brodar an der Universität Ljubljana auf Wunsch seines Vaters Ingenieurwissenschaften (Diplom 1949), dann jedoch Geologie und Paläontologie (Diplom 1953). 1959 wurde er mit einer Arbeit über seine Grabungskampagnen promoviert. Seit 1951 arbeitete er als wissenschaftlicher Mitarbeiter der Archäologischen Sektion der Slowenischen Akademie der Wissenschaften und Künste. Von 1972 bis zu seiner Pensionierung 1982 leitete er diese inzwischen in Institut für Archäologie umbenannte Abteilung. Nach seiner Pensionierung arbeitete er weiterhin bei Grabungen mit und publizierte.

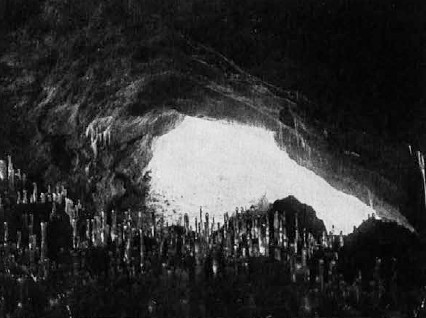
Eingang zur Potok-Höhle im Jahr 1931

Zwischen 1954 und 1956 sowie erneut 1960 führte er Grabungen in der Mokriška-Höhle durch. Auch grub er am Abri von Betalov (Betalov spodmol), aber auch in Montenegro (Nikšić). Zusammen mit seinem Vater verfasste er 1983 eine Publikation zur Potočka zijavka. Schließlich verfasste er 2009 einen umfassenden Überblick über die Altsteinzeit in Slowenien, in dem alle wesentlichen Fundorte aufgeführt und erläutert werden. 
Überregional bekannt wurde Brodar nach dem Fund einer Knochenflöte 1995 in der Höhle Divje babe I. Das 43.000 bis 45.000 Jahre alte Stück wurde in einer Höhle 230 m über dem Talboden im heutigen archäologischen Park Divje babe gefunden. Es ist aus einem Bärenknochen gefertigt, 10 cm lang und ist im Slowenischen Nationalmuseum in Ljubljana ausgestellt. Die Flöte gilt als ältestes Musikinstrument der Welt, ist jedoch nicht unumstritten.
Brodar war Mitgründer der Slowenischen Archäologischen Gesellschaft (Slovenskega arheološkega društva), deren Präsident er von 1960 bis 1963 war.

## Veröffentlichungen (Auswahl)
- Crvena Stijena, eine neue Paläolithstation aus dem Balkan in Jugoslawien. In: Quartär. Bd. 10/11, 1958/1959, ISSN 0375-7471, S. 227–236.
- Die hochalpine Aurignac-Station Mokriška jama (1500 m). In: Gisela Freund (Hrsg.): Festschrift für Lothar Zotz. Steinzeitfragen der alten und neuen Welt. Röhrscheid, Bonn 1960, S. 99–116.
- La stazione paleolitica jugoslava di Crvena stijena. In: Union Internationale des Sciences Préhistoriques et Protohistoriques (Hrsg.): Atti del VI Congresso Internazionale delle Scienze Preistoriche e Protostoriche. Band 2: Communicazioni. Sezioni I–IV. Sansoni editore, Florenz 1965, S. 192–194.
- Knochenspitzenfundstellen des älteren Jungpaläolithikums in Deutschland und Österreich. In: Quartär. Bd. 19, 1968, S. 219–235.
- mit Srečko Brodar: Potočka zijalka. Visokoalpska postaja aurignacienskih lovcev. = Potočka zijalka. Eine hochalpine Aurignacjägerstation (= Slovenska Akademija Znanosti in Umetnosti, Razred za Zgodovinske in Druzbene Vede. Dela. 24, ISSN 0489-1740 = Institut za Arheologijo. 13). Slovenska Akademija Znanosti in Umetnosti, Ljubljana 1983.
- Die Höhlen Potočka zijalka und Mokriška jama. In: Quartär. Bd. 35/36, 1985, S. 69–80.
- Die Kultur aus der Höhle Divje babe I In: Arheološki vestnik. Bd. 50, 1999, ISSN 0570-8966, S. 9–57 (Memento vom 9. Mai 2009 im Internet Archive).
- Stara kamena doba v Sloveniji. = Altsteinzeit in Slowenien. Selbstverlag, Ljubljana 2009, ISBN 978-961-245768-6.